# Olympische Winterspiele 2010/Teilnehmer (Vereinigte Staaten)
| Gelbes Symbol für Goldmedaillen mit stilisierten Olympischen Ringen | Graues Symbol für Silbermedaillen mit stilisierten Olympischen Ringen | Braundes Symbol für Bronzemedaillen mit stilisierten Olympischen Ringen |
| ------------------------------------------------------------------- | --------------------------------------------------------------------- | ----------------------------------------------------------------------- |
| 9                                                                   | 15                                                                    | 13                                                                      |

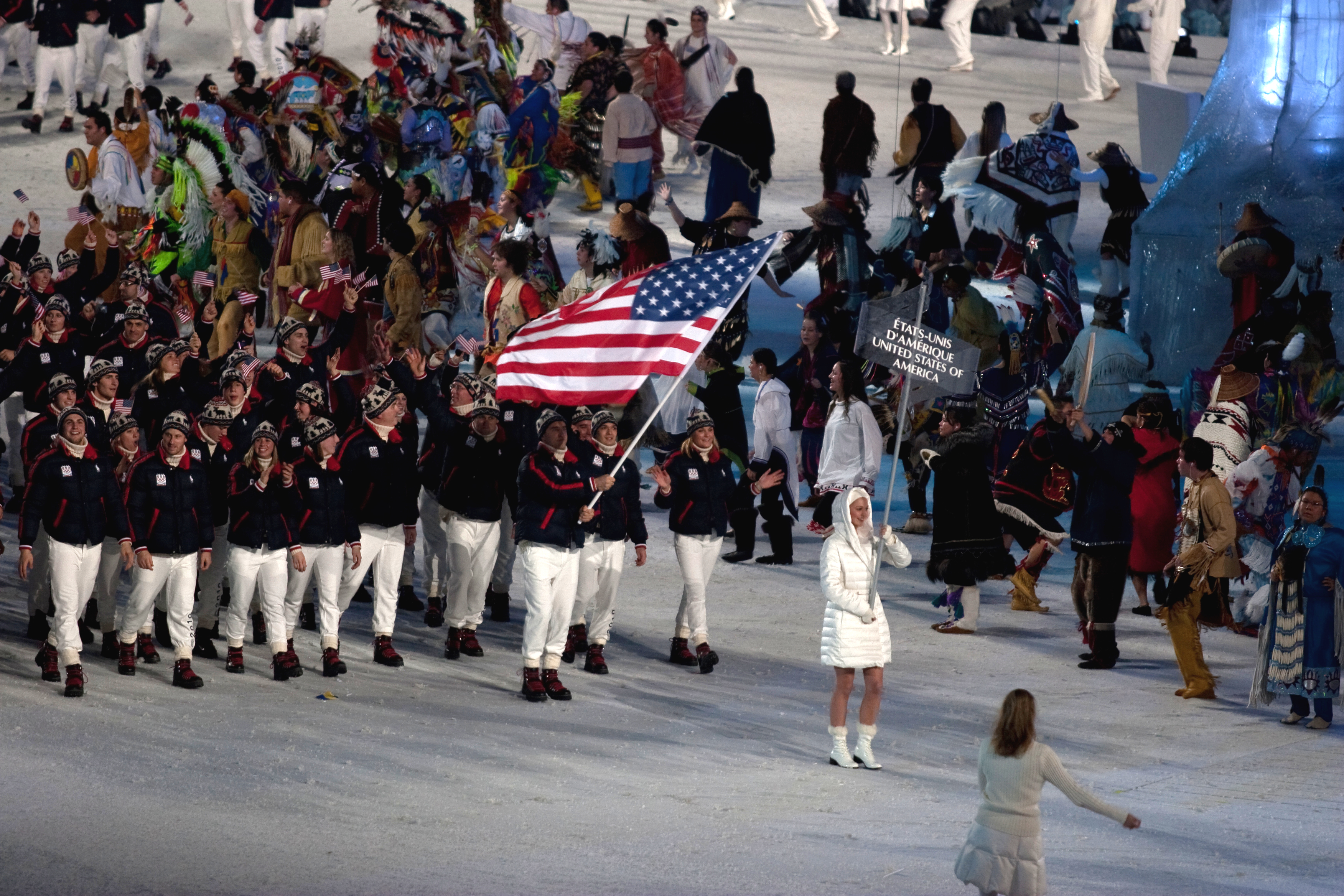
Einzug der Mannschaft der USA

Die Vereinigten Staaten nahmen an den Olympischen Winterspielen 2010 im kanadischen Vancouver mit 216 Sportlern in allen 15 Sportarten teil.

## Medaillenspiegel
| Rang   | Sportart              |   |    |    | Gesamt |
| ------ | --------------------- | - | -- | -- | ------ |
| 1      | Ski Alpin             | 2 | 3  | 3  | 8      |
| 2      | Snowboard             | 2 | 1  | 2  | 5      |
| 3      | Nordische Kombination | 1 | 3  | 0  | 4      |
| 4      | Eisschnelllauf        | 1 | 2  | 1  | 4      |
| 5      | Freestyle-Skiing      | 1 | 1  | 2  | 4      |
| 6      | Eiskunstlauf          | 1 | 1  | 0  | 2      |
| 7      | Bob                   | 1 | 0  | 1  | 2      |
| 8      | Shorttrack            | 0 | 2  | 4  | 6      |
| 9      | Eishockey             | 0 | 2  | 0  | 2      |
| Gesamt | Gesamt                | 9 | 15 | 13 | 37     |

## Medaillengewinner

### Gold
| Name                                                           | Sportart              | Wettkampf          |
| -------------------------------------------------------------- | --------------------- | ------------------ |
| Hannah Kearney                                                 | Freestyle-Skiing      | Buckelpiste Frauen |
| Seth Wescott                                                   | Snowboarding          | Snowboardcross     |
| Shani Davis                                                    | Eisschnelllauf        | 1000 Meter Männer  |
| Lindsey Vonn                                                   | Ski Alpin             | Abfahrt Frauen     |
| Shaun White                                                    | Snowboarding          | Halfpipe Männer    |
| Evan Lysacek                                                   | Eiskunstlauf          | Einzellauf Männer  |
| Bode Miller                                                    | Ski Alpin             | Kombination Männer |
| Bill Demong                                                    | Nordische Kombination | Großschanze Männer |
| Steven Holcomb, Steve Mesler, Curtis Tomasevicz & Justin Olsen | Bobsport              | Viererbob          |

### Silber
| Name                                                        | Sportart              | Wettkampf            |
| ----------------------------------------------------------- | --------------------- | -------------------- |
| Apolo Anton Ohno                                            | Shorttrack            | 1500 Meter Männer    |
| Johnny Spillane                                             | Nordische Kombination | Normalschanze Männer |
| Julia Mancuso                                               | Ski Alpin             | Abfahrt Frauen       |
| Julia Mancuso                                               | Ski Alpin             | Kombination Frauen   |
| Hannah Teter                                                | Snowboarding          | Halfpipe Frauen      |
| Bode Miller                                                 | Ski Alpin             | Super-G Männer       |
| Shani Davis                                                 | Eisschnelllauf        | 1500 Meter Männer    |
| Brett Camerota, Todd Lodwick, Johnny Spillane & Bill Demong | Nordische Kombination | Teamwettkampf        |
| Meryl Davis & Charlie White                                 | Eiskunstlauf          | Eistanz              |
| Jeret Peterson                                              | Freestyle-Skiing      | Springen Männer      |
| Johnny Spillane                                             | Nordische Kombination | Großschanze Männer   |
| Eishockeynationalmannschaft Frauen                          | Eishockey             | Eishockey Frauen     |
| Katherine Reutter                                           | Shorttrack            | 1000 Meter Frauen    |
| Chad Hedrick, Trevor Marsicano, Brian Hansen, Jonathan Kuck | Eisschnelllauf        | Teamverfolgung       |
| Eishockeynationalmannschaft Herren                          | Eishockey             | Eishockey Herren     |

### Bronze
| Name                                                                            | Sportart         | Wettkampf                 |
| ------------------------------------------------------------------------------- | ---------------- | ------------------------- |
| Shannon Bahrke                                                                  | Freestyle-Skiing | Buckelpiste Frauen        |
| J. R. Celski                                                                    | Shorttrack       | 1500 Meter Männer         |
| Bryon Wilson                                                                    | Freestyle-Skiing | Buckelpiste Männer        |
| Bode Miller                                                                     | Ski Alpin        | Abfahrt Männer            |
| Chad Hedrick                                                                    | Eisschnelllauf   | 1000 Meter Männer         |
| Scotty Lago                                                                     | Snowboarding     | Halfpipe Männer           |
| Kelly Clark                                                                     | Snowboarding     | Halfpipe Frauen           |
| Andrew Weibrecht                                                                | Ski Alpin        | Super-G Männer            |
| Lindsey Vonn                                                                    | Ski Alpin        | Super-G Frauen            |
| Apolo Anton Ohno                                                                | Shorttrack       | 1000 Meter Männer         |
| Erin Pac & Elana Meyers                                                         | Bobsport         | Zweierbob                 |
| Allison Baver, Kimberly Derrick, Lana Gehring, Katherine Reutter & Alyson Dudek | Shorttrack       | 3000 Meter Staffel Frauen |
| Apolo Anton Ohno, Travis Jayner, Jordan Malone, John Celski & Simon Cho         | Shorttrack       | 5000 Meter Staffel Männer |

## Teilnehmer nach Sportarten

### Biathlon
| Männer - Lowell Bailey 10 km Sprint: 36. Platz 12,5 km Verfolgung: 36. Platz 20 km Einzel: 57. Platz 4 × 7,5 km Staffel: 13. Platz - Tim Burke 10 km Sprint: 47. Platz 12,5 km Verfolgung: 46. Platz 20 km Einzel: 45. Platz 15 km Massenstart: 18. Platz 4 × 7,5 km Staffel: 13. Platz - Jay Hakkinen 10 km Sprint: 54. Platz 12,5 km Verfolgung: 57. Platz 20 km Einzel: 76. Platz 4 × 7,5 km Staffel: 13. Platz - Wynn Roberts 20 km Einzel: 86. Platz - Jeremy Teela 10 km Sprint: 9. Platz 12,5 km Verfolgung: 24. Platz 15 km Massenstart: 29. Platz 4 × 7,5 km Staffel: 13. Platz | Frauen - Lanny Barnes 7,5 km Sprint: 78. Platz 15 km Einzel: 23. Platz 4 × 6 km Staffel: 17. Platz - Haley Johnson 7,5 km Sprint: 80. Platz 15 km Einzel: 66. Platz 4 × 6 km Staffel: 17. Platz - Laura Spector 7,5 km Sprint: 77. Platz 15 km Einzel: 65. Platz 4 × 6 km Staffel: 17. Platz - Sara Studebaker 7,5 km Sprint: 45. Platz 10 km Verfolgung: 46. Platz 15 km Einzel: 34. Platz 4 × 6 km Staffel: 17. Platz |

### Bob

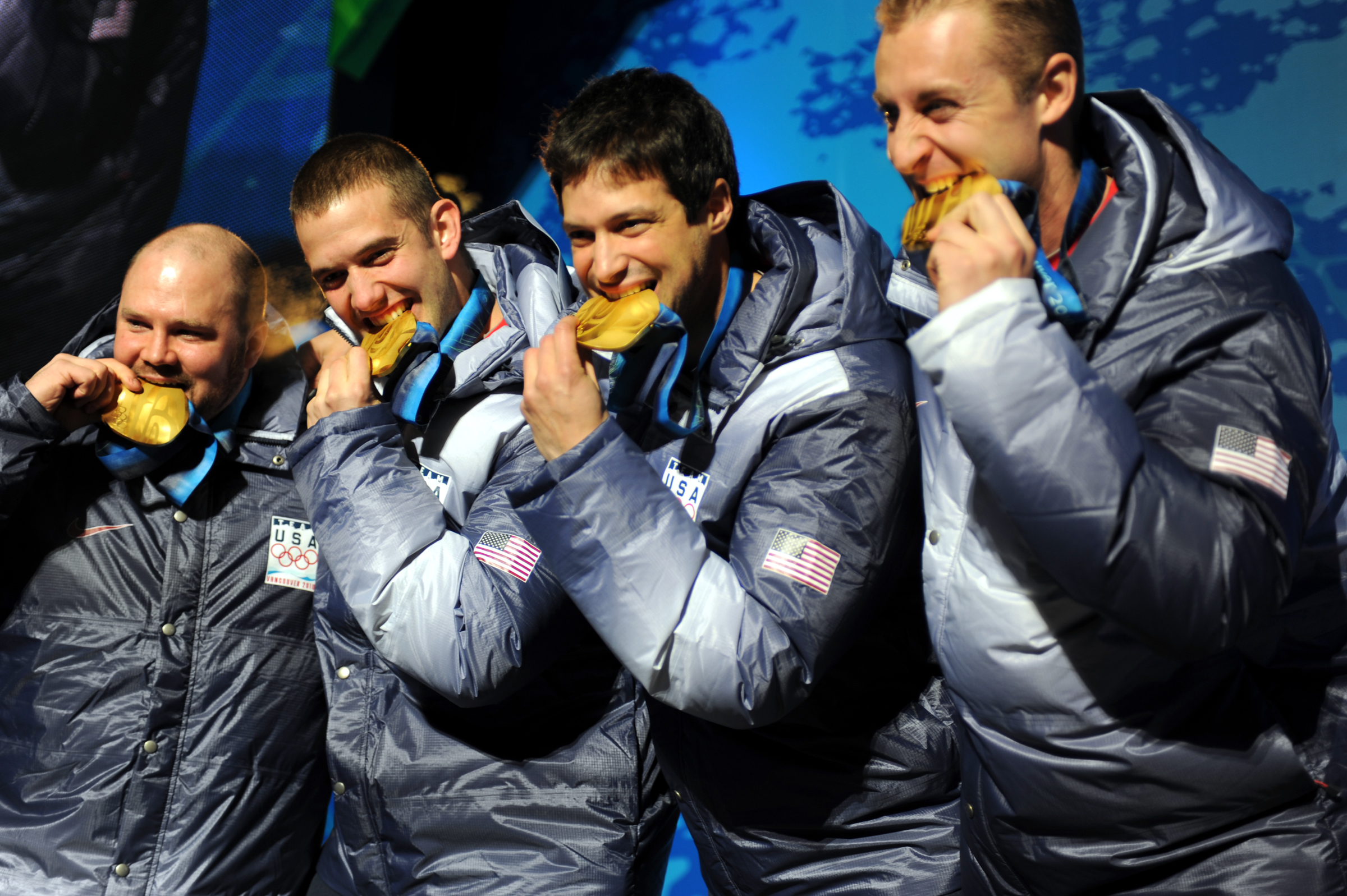
Die Goldmedaillengewinner im Viererbob (v.l. Steven Holcomb, Justin Olsen, Steve Mesler und Curtis Tomasevicz)

| Männer - Charles Berkeley Viererbob: ausgeschieden - Nick Cunningham Zweierbob: 12. Platz Viererbob: 13. Platz - Christopher Fogt Viererbob: ausgeschieden - Steve Holcomb Zweierbob: 6. Platz Viererbob: Gold - Mike Kohn Zweierbob: 12. Platz Viererbob: 13. Platz - Steven Langton Zweierbob: 10. Platz Viererbob: ausgeschieden - Steve Mesler Viererbob: Gold - Jamie Moriarty Viererbob: 13. Platz - John Napier Zweierbob: 10. Platz Viererbob: ausgeschieden - Justin Olsen Viererbob: Gold - Bill Schuffenhauer Viererbob: 13. Platz - Curtis Tomasevicz Zweierbob: 6. Platz Viererbob: Gold | Frauen - Erin Pac & Elana Meyers Zweierbob: Bronze - Shauna Rohbock & Michelle Rzepka Zweierbob: 6. Platz - Bree Schaaf & Emily Azevedo Zweierbob: 5. Platz |

### Curling

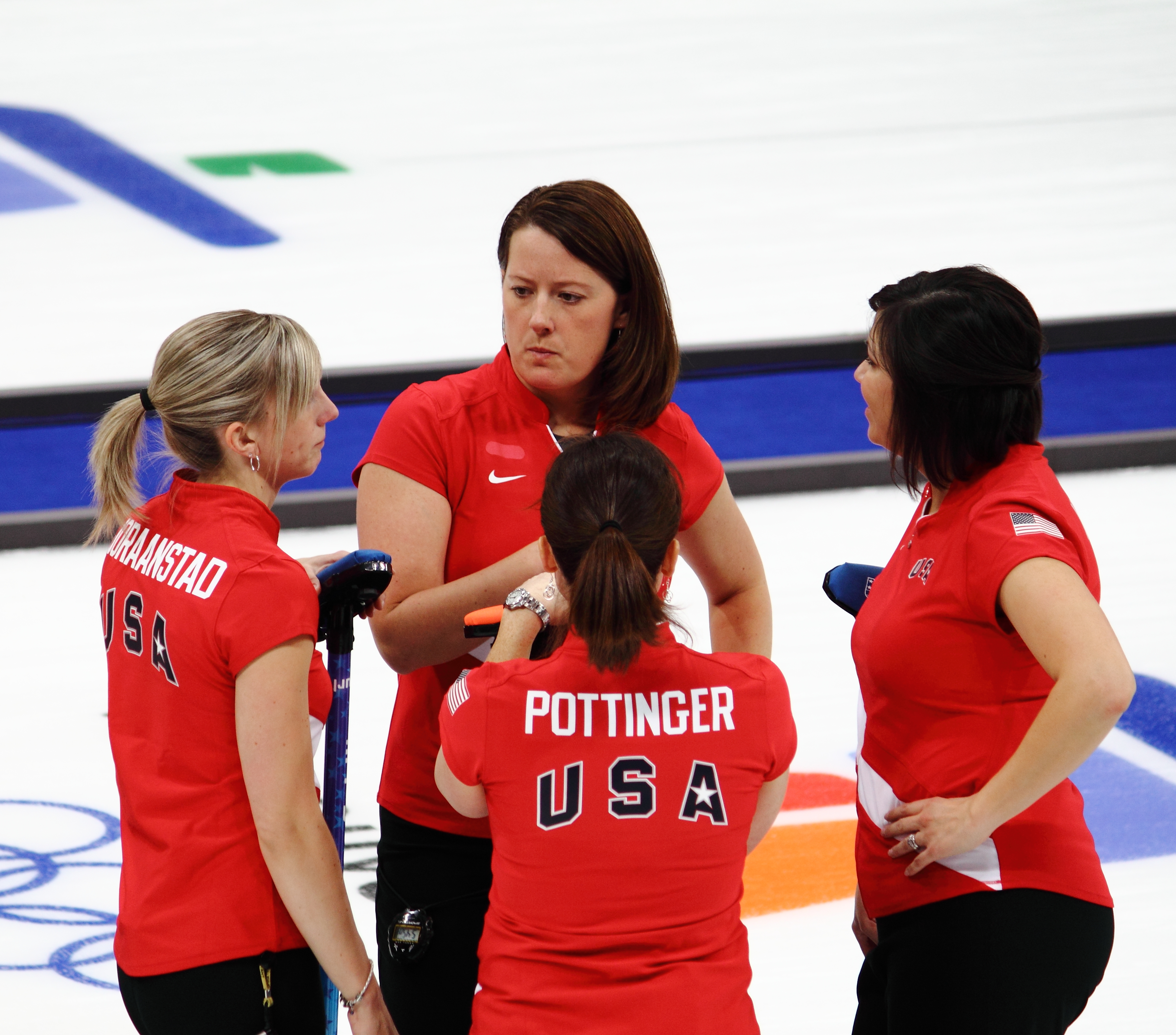
Das amerikanische Damenteam bei den Olympischen Spielen 2010

| Männer10. Platz - John Shuster (Skip) - Jason Smith (Third) - Jeff Isaacson (Second) - John Benton (Lead) - Chris Plys (Ersatz) | Frauen10. Platz - Debbie McCormick (Skip) - Allison Pottinger (Third) - Nicole Joraanstad (Second) - Natalie Nicholson (Lead) - Tracy Sachtjen (Ersatz) |

### Eishockey
| Männer Silber Torhüter: - Ryan Miller (Buffalo Sabres) - Jonathan Quick (Los Angeles Kings) - Tim Thomas (Boston Bruins) Verteidiger: - Tim Gleason (Carolina Hurricanes) - Erik Johnson (St. Louis Blues) - Jack Johnson (Los Angeles Kings) - Mike Komisarek (Toronto Maple Leafs) - Paul Martin (New Jersey Devils) - Brooks Orpik (Pittsburgh Penguins) - Brian Rafalski (Detroit Red Wings) - Ryan Suter (Nashville Predators) - Ryan Whitney (Anaheim Ducks) Stürmer: - David Backes (St. Louis Blues) - Dustin Brown (Los Angeles Kings) - Ryan Callahan (New York Rangers) - Chris Drury (New York Rangers) - Patrick Kane (Chicago Blackhawks) - Ryan Kesler (Vancouver Canucks) - Phil Kessel (Toronto Maple Leafs) - Jamie Langenbrunner (New Jersey Devils) - Ryan Malone (Tampa Bay Lightning) - Zach Parise (New Jersey Devils) - Joe Pavelski (San Jose Sharks) - Bobby Ryan (Anaheim Ducks) - Paul Stastny (Colorado Avalanche) | Frauen Silber Torhüterinnen: - Brianne McLaughlin (Robert Morris University) - Molly Schaus (Boston College) - Jessie Vetter (University of Wisconsin) Verteidigerinnen: - Kacey Bellamy (University of New Hampshire) - Caitlin Cahow (Harvard University) - Lisa Chesson (Ohio State University) - Molly Engstrom (University of Wisconsin) - Angela Ruggiero (Harvard University) - Kerry Weiland (University of Wisconsin) Stürmerinnen: - Julie Chu (Harvard University) - Natalie Darwitz (University of Minnesota) - Meghan Duggan (University of Wisconsin) - Hilary Knight (University of Wisconsin) - Jocelyne Lamoureux (University of North Dakota) - Monique Lamoureux (University of North Dakota) - Erika Lawler (University of Wisconsin) - Gigi Marvin (University of Minnesota) - Jenny Potter (University of Minnesota) - Kelli Stack (Boston College) - Karen Thatcher (Providence College) - Jinelle Zaugg-Siergiej (University of Wisconsin) |

### Eiskunstlauf
| Athleten                       | Kurzprogramm | Kurzprogramm | Kür    | Kür  | Punkte | Rang |
| Athleten                       | Punkte       | Rang         | Punkte | Rang | Punkte | Rang |
| ------------------------------ | ------------ | ------------ | ------ | ---- | ------ | ---- |
| Herren                         |              |              |        |      |        |      |
| Jeremy Abbott                  | 69,40        | 15.          | 149,56 | 9.   | 218,96 | 9.   |
| Evan Lysacek                   | 90,30        | 2.           | 167,37 | 1.   | 257,67 | Gold |
| Johnny Weir                    | 82,10        | 6.           | 156,77 | 6.   | 238,87 | 6.   |
| Damen                          |              |              |        |      |        |      |
| Rachael Flatt                  | 64,64        | 5.           | 117,85 | 8.   | 182,49 | 7.   |
| Mirai Nagasu                   | 63,76        | 6.           | 126,39 | 5.   | 190,15 | 4.   |
| Paarlauf                       |              |              |        |      |        |      |
| Caydee Denney / Jeremy Barrett | 53,26        | 14.          | 105,07 | 12.  | 158,33 | 13.  |
| Amanda Evora / Mark Ladwig     | 57,86        | 10.          | 114,06 | 10.  | 171,92 | 10.  |

Eistanz
| Athleten                        | Pflichttanz | Pflichttanz | Originaltanz | Originaltanz | Kürtanz | Kürtanz | Punkte | Rang   |
| Athleten                        | Punkte      | Rang        | Punkte       | Rang         | Punkte  | Rang    | Punkte | Rang   |
| ------------------------------- | ----------- | ----------- | ------------ | ------------ | ------- | ------- | ------ | ------ |
| Tanith Belbin / Benjamin Agosto | 40,83       | 4.          | 62,50        | 4.           | 99,74   | 4.      | 203,07 | 4.     |
| Meryl Davis / Charlie White     | 41,47       | 3.          | 67,08        | 2.           | 107,19  | 2.      | 215,74 | Silber |
| Emily Samuelson / Evan Bates    | 31,37       | 14.         | 53,99        | 11.          | 88.94   | 11.     | 174,30 | 11.    |

### Eisschnelllauf
| Männer - Ryan Bedford 10.000 m: 12. Platz - Shani Davis 500 m: abgebrochen 1000 m: Gold 1500 m: Silber 5000 m: 12. Platz - Tucker Fredricks 500 m: 12. Platz - Brian Hansen 1500 m: 18. Platz Teamverfolgung: Silber - Chad Hedrick 1000 m: Bronze 1500 m: 6. Platz 5000 m: 11. Platz Teamverfolgung: Silber - Jonathan Kuck 10.000 m: 8. Platz Teamverfolgung: Silber - Trevor Marsicano 1000 m: 10. Platz 1500 m: 15. Platz 5000 m: 14. Platz Teamverfolgung: Silber - Nick Pearson 500 m: 26. Platz 1000 m: 7. Platz - Mitchell Whitmore 500 m: 37. Platz | Frauen - Rebekah Bradford 1000 m: 29. Platz - Lauren Cholewinski 500 m: 30. Platz - Maria Lamb 5000 m: 15. Platz - Elli Ochowicz 500 m: 17. Platz 1000 m: 26. Platz - Catherine Raney 1500 m: 31. Platz 3000 m: 17. Platz Teamverfolgung: 4. Platz - Heather Richardson 500 m: 6. Platz 1000 m: 9. Platz 1500 m: 16. Platz - Jennifer Rodriguez 500 m: 21. Platz 1000 m: 7. Platz 1500 m: 18. Platz Teamverfolgung: 4. Platz - Jilleanne Rookard 1500 m: 24. Platz 3000 m: 12. Platz 5000 m: 8. Platz Teamverfolgung: 4. Platz - Nancy Swider-Peltz Jr. 3000 m: 9. Platz Teamverfolgung: 4. Platz |

### Freestyle-Skiing
| Männer - Scotty Bahrke Aerials: 4. 23. Platz - Patrick Deneen Moguls: 19. Platz - Matt DePeters Aerials: 17. Platz - Dylan Ferguson Aerials: nicht gestartet (krank) - Michael Morse Moguls: 15. Platz - Jeret Peterson Aerials: Silber - Casey Puckett Skicross: 23. Platz - Daron Rahlves Skicross: 28. Platz - Nathan Roberts Moguls: 19. Platz - Ryan St. Onge Aerials: 5. Platz - Bryon Wilson Moguls: Bronze | Frauen - Shannon Bahrke Moguls: Bronze - Ashley Caldwell Aerials: 10. Platz - Emily Cook Aerials: 11. Platz - Hannah Kearney Moguls: Gold - Jana Lindsey Aerials: 17. Platz - Heather McPhie Moguls: 18. Platz - Michelle Roark Moguls: 17. Platz - Lacy Schnoor Aerials: 9. Platz |

### Nordische Kombination

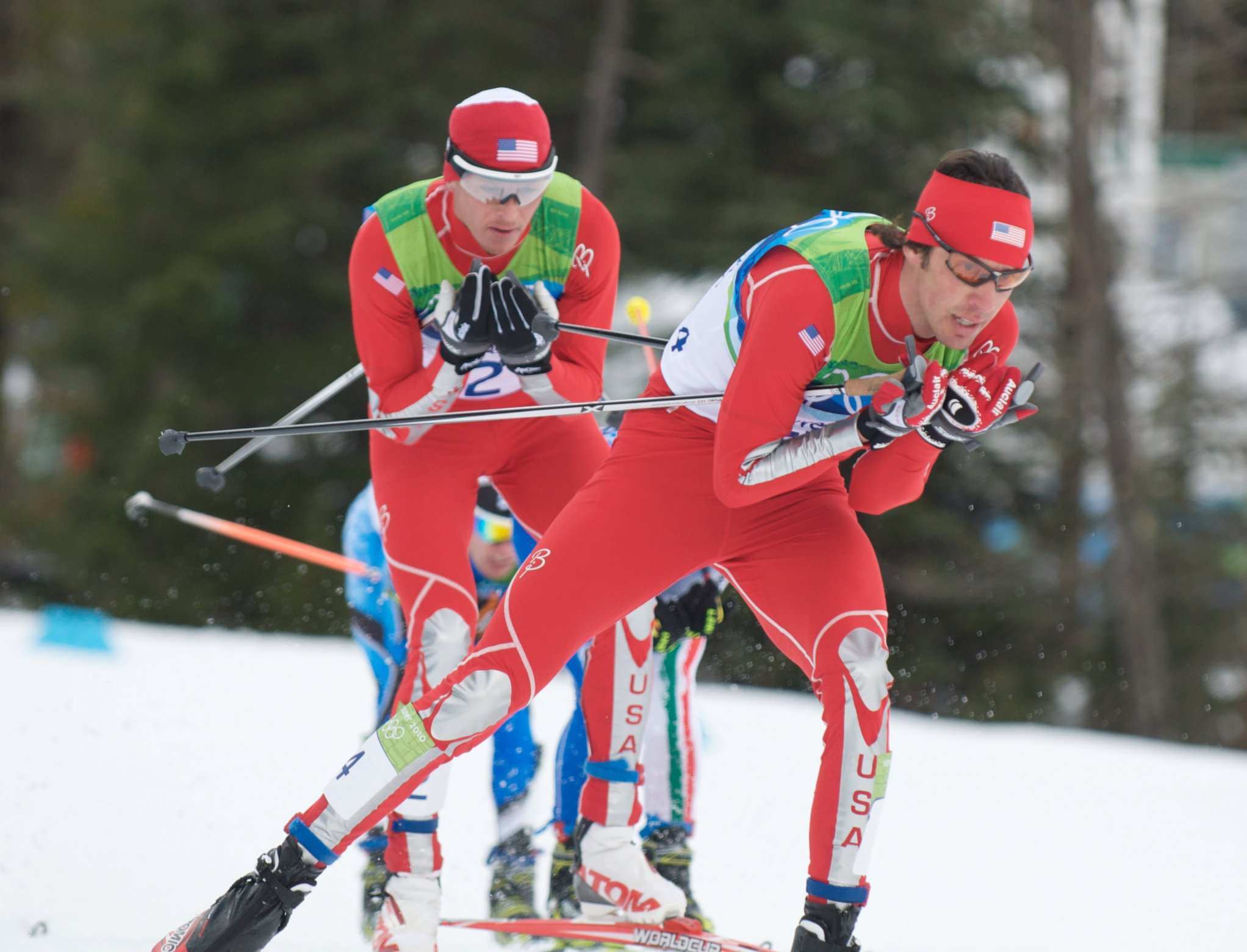
Johnny Spillane (vorne) und Todd Lodwick beim Wettbewerb von der Normalschanze bei den Olympischen Winterspielen 2010

Männer
- Brett Camerota
Gundersen Normalschanze: 36. Platz
Teamwettkampf: Silber
- Bill Demong
Gundersen Normalschanze: 6. Platz
Teamwettkampf: Silber 
Gundersen Großschanze: Gold
- Taylor Fletcher
Gundersen Großschanze: 45. Platz
- Todd Lodwick
Gundersen Normalschanze: 4. Platz
Gundersen Großschanze: 13. Platz
Teamwettkampf: Silber
- Johnny Spillane
Gundersen Normalschanze: Silber 
Teamwettkampf: Silber 
Gundersen Großschanze: Silber

### Rennrodeln
| Frauen - Erin Hamlin: 16. Platz - Julia Clukey: 17. Platz - Megan Sweeney: 22. Platz Männer Einsitzer - Tony Benshoof: 8. Platz - Bengt Walden: 15. Platz - Chris Mazdzer: 13. Platz Männer Doppelsitzer - Mark Grimmette & Brian Martin: 13. Platz - Christian Niccum & Dan Joye: 6. Platz |

### Shorttrack
| Männer - John Celski 1000 m: 8. Platz 1500 m: Bronze 5000 m Staffel: Bronze - Simon Cho 500 m: 11. Platz 5000 m Staffel: Bronze - Travis Jayner 1000 m: 23. Platz 5000 m Staffel: Bronze - Jordan Malone 500 m: 29. Platz 1500 m: disqualifiziert 5000 m Staffel: Bronze - Apolo Anton Ohno 500 m: 8. Platz 1000 m: Bronze 1500 m: Silber 5000 m Staffel: Bronze | Frauen - Allison Baver 1000 m: 29. Platz 1500 m: 15. Platz 3000 m Staffel: Bronze - Kimberly Derrick 1000 m: 20. Platz 1500 m: 21. Platz 3000 m Staffel: Bronze - Alyson Dudek 500 m: 13. Platz 3000 m Staffel: Bronze - Lana Gehring 3000 m Staffel: Bronze - Katherine Reutter 500 m: 7. Platz 1000 m: Silber 1500 m: 4. Platz 3000 m Staffel: Bronze |

### Skeleton
| Männer - Eric Bernotas: 14. Platz - John Daly: 17. Platz - Zach Lund: 5. Platz | Frauen - Noelle Pikus-Pace: 4. Platz - Katie Uhlaender: 11. Platz |

### Ski Alpin

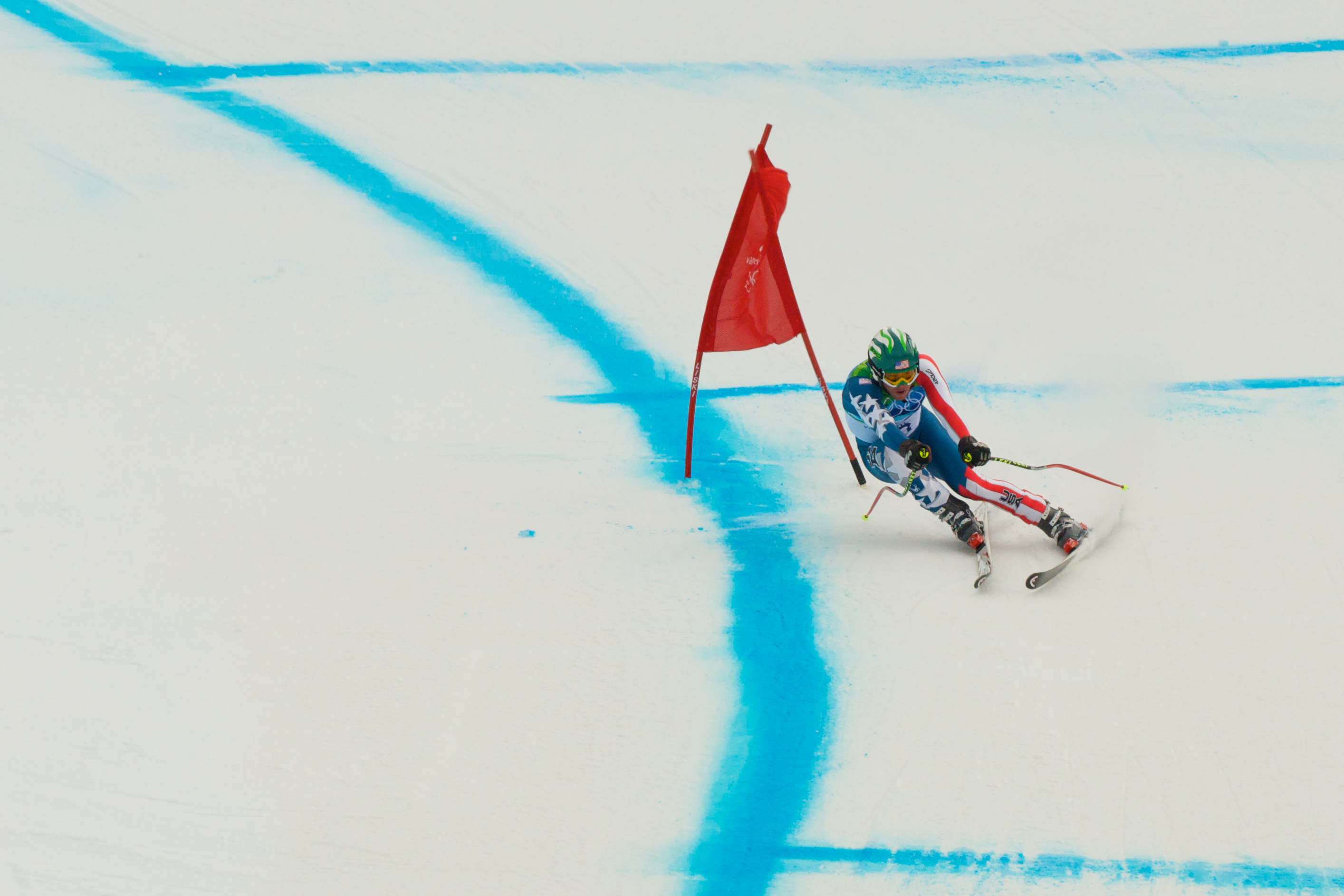
Bode Miller bei den Olympischen Winterspielen 2010

Erik Fisher und Tim Jitloff schafften ebenso die Qualifikation für die Olympischen Winterspiele. Sie hatten jedoch keinen Einsatz in einem Rennen. Fisher verlor das Duell um den vierten Startplatz in der Männerabfahrt gegen Steven Nyman.
| Männer - Will Brandenburg Kombination: 10. Platz - Jimmy Cochran Slalom: im 2. Lauf ausgeschieden - Tommy Ford Riesenslalom: 26. Platz - Nolan Kasper Slalom: 24. Platz - Ted Ligety Super-G: 19. Platz Kombination: 5. Platz Riesenslalom: 9. Platz Slalom: im 1. Lauf ausgeschieden - Bode Miller Abfahrt: Bronze Super-G: Silber Kombination: Gold Riesenslalom: im 1. Lauf ausgeschieden Slalom: im 1. Lauf ausgeschieden - Steven Nyman Abfahrt: 20. Platz - Marco Sullivan Abfahrt: disqualifiziert Super-G: 23. Platz - Andrew Weibrecht Abfahrt: 21. Platz Super-G: Bronze Kombination: 11. Platz - Jake Zamansky Riesenslalom: 31. Platz | Frauen - Stacey Cook Abfahrt: 11. Platz - Hailey Duke Slalom: 30. Platz - Julia Mancuso Abfahrt: Silber Kombination: Silber Super-G: 9. Platz Riesenslalom: 8. Platz - Chelsea Marshall Super-G: ausgeschieden - Megan McJames Riesenslalom: 32. Platz Slalom: im 2. Lauf ausgeschieden - Alice McKennis Abfahrt: disqualifiziert - Kaylin Richardson Kombination: 17. Platz - Sarah Schleper Riesenslalom: 14. Platz Slalom: 16. Platz - Leanne Smith Super-G: 18. Platz Kombination: 21. Platz - Lindsey Vonn Abfahrt: Gold Super-G: Bronze Kombination: im Slalom ausgeschieden Riesenslalom: im 1. Lauf ausgeschieden Slalom: im 1. Lauf ausgeschieden |

### Skilanglauf
| Männer - Kris Freeman 15 km Freistil: 59. Platz 30 km Verfolgung: 45. Platz 50 km Massenstart (klassisch): dnf - Simeon Hamilton 15 km Freistil: 64. Platz Sprint: 29. Platz 4 × 10-km-Staffel: 13. Platz - Torin Koos Sprint: 36. Platz Teamsprint: 9. Platz 4 × 10-km-Staffel: 13. Platz - Garrott Kuzzy 15 km Freistil: 58. Platz Sprint: 47. Platz 4 × 10-km-Staffel: 13. Platz - Andrew Newell Sprint: 45. Platz Teamsprint: 9. Platz 4 × 10-km-Staffel: 13. Platz - James Southam 15 km Freistil: 48. Platz 30 km Verfolgung: 34. Platz 50 km Massenstart (klassisch): 28. Platz | Frauen - Morgan Arritola 10 km Freistil: 34. Platz 15 km Verfolgung: 38. Platz 30 km Massenstart (klassisch): dnf 4 × 5-km-Staffel: 12. Platz - Holly Brooks 10 km Freistil: 42. Platz 15 km Verfolgung: 56. Platz 30 km Massenstart (klassisch): 36. Platz 4 × 5-km-Staffel: 12. Platz Sprint: 38. Platz - Caitlin Compton 10 km Freistil: 30. Platz 15 km Verfolgung: 43. Platz Teamsprint: 6. Platz 4 × 5-km-Staffel: 12. Platz - Kikkan Randall 30 km Massenstart (klassisch): 24. Platz Sprint: 8. Platz Teamsprint: 6. Platz 4 × 5-km-Staffel: 12. Platz - Elizabeth Stephen 10 km Freistil: 50. Platz 15 km Verfolgung: 58. Platz |

### Skispringen
Männer
- Nicholas Alexander
Einzelspringen, Normalschanze: 41. Platz
Einzelspringen, Großschanze: 40. Platz
- Peter Frenette
Einzelspringen, Normalschanze: 41. Platz
Einzelspringen, Großschanze: 32. Platz
- Anders Johnson
Einzelspringen, Normalschanze: 49. Platz
Einzelspringen, Großschanze: 42. Platz

Teamspringen
- Nick Alexander, Anders Johnson, Peter Frenette, Taylor Fletcher: 11. Platz

### Snowboard
| Männer - Nick Baumgartner Snowboardcross: 20. Platz - Greg Bretz Halfpipe: 12. Platz - Nate Holland Snowboardcross: 4. Platz - Tyler Jewell Parallel-Riesenslalom: 13. Platz - Chris Klug Parallel-Riesenslalom: 7. Platz - Scotty Lago Halfpipe: Bronze - Louie Vito Halfpipe: 5. Platz - Graham Watanabe Snowboardcross: 18. Platz - Seth Wescott Snowboardcross: Gold - Shaun White Halfpipe: Gold | Frauen - Gretchen Bleiler Halfpipe: 11. Platz - Callan Chythlook-Sifsof Snowboardcross: 21. Platz - Kelly Clark Halfpipe: Bronze - Michelle Gorgone Parallel-Riesenslalom: 14. Platz - Faye Gulini Snowboardcross: 12. Platz - Elena Hight Halfpipe: 10. Platz - Lindsey Jacobellis Snowboardcross: 5. Platz - Hannah Teter Halfpipe: Silber |